# 롯카쇼 핵재처리장

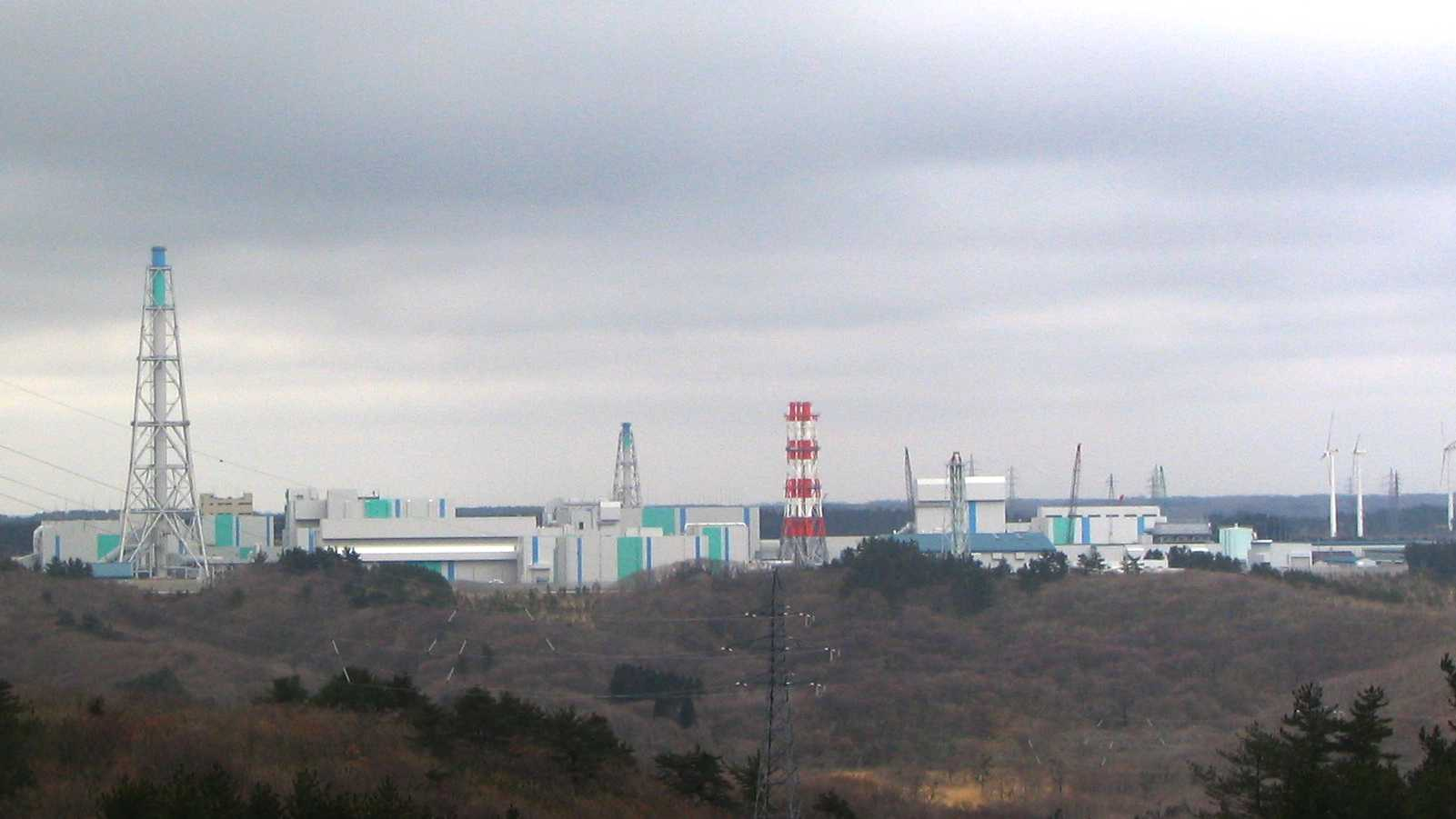

롯카쇼 핵재처리장은 롯카쇼촌에 위치한 일본 최대의 핵재처리 시설이다. 연간 800톤의 사용후핵연료를 재처리하여 8톤의 플루토늄을 생산한다. 주일미군 미사와 공군 기지에서 북쪽으로 27 km 떨어져 있다.
1993년 착공하여 2012년 10월 준공했다. 2013년 첫가동에 들어간다. 건설 계획은 지금까지 각종 이유로 18차례 연장됐고, 건설비는 2조1천930억엔(약 29조7천억원)으로 불어났다.

## 우라늄 원전
한국의 원전처럼 일본의 원전도 저농축 우라늄을 사용하는 경수로인데, 반드시 우라늄 핵연료봉을 넣어야만 하는 것은 아니고, 핵무기 생산에 사용된다는 플루토늄-239를 핵연료봉으로 제작해 넣어도 가동이 된다고 한다.
후쿠시마 원전 사고로 유명한 후쿠시마 원전들이, 한국과 같은 저농축 우라늄을 사용하는 경수로였다. 폭발 당시 플루토늄 핵연료봉을 사용중이었다. 일본의 사례를 바탕으로, 한국도 저농축 우라늄 경수로에 플루토늄 핵연료봉을 장전하고 싶어한다. 사용후핵연료라는 고준위 방사성 폐기물이 100배 줄어들기 때문이다.

## 반대운동
로카쇼 핵재처리 공장의 가동에 반대하는 많은 시위가 있다. 매년 8톤의 플루토늄은 나가사키 핵폭탄인 팻 맨 1300발 분량이라고 한다. 그러나 일본이 원자력 최고 선진국 대열에 있음을 볼 때, 핵무기 기술도 저급 중급 고급 중에서 고급 기술을 보유했다고 가정하면, 팻 맨의 TNT 20 kt 폭발력 한 발에는 3 kg의 플루토늄이 필요하다. 따라서 8톤의 플루토늄이면 핵폭탄 2666발을 만들 수 있다.
미국에는 플루토늄 원전이 없다. 예전에 건설했지만 모두 퇴역했다. 따라서, 미국의 시각에서 보면 플루토늄 원전이란 전혀 존재하지 않기 때문에, '플루토늄=핵무기' 밖에 생각이 안 된다. 그러나 러시아는 BN-350, BN-600, BN-800, BN-1200 등 플루토늄 원전이 있다. 이 견해에서 보면, '플루토늄=핵무기'가 아니다. 2013년 현재 한국, 미국, 일본, 중국, 러시아는 신형 플루토늄 원전을 막대한 개발비를 들여 개발중이다. 한국은 칼리머-600을 개발중이다.

## 핵무기 생산
2005년, 정확한 플루토늄 생산량을 공장 스스로도 알지 못하는 불확실성이 존재하며, 그 양은 연간 50 kg에 이른다고 옥스퍼드 연구그룹 프랭크 바나비 박사는 최근 추정했다. 플루토늄 5 kg이면 100 kt 수소폭탄 한 발을 만든다. 일본이 매년 수소폭탄 10발을 만들고 있는지도 모른다는 전문가의 추정이다.

## 같이 보기
- 롯카쇼 핵재처리장 - 일본 최대의 핵재처리 공장, 건설비 29조원, 800톤 재처리, 8톤 플루토늄 생산
- 프라이드 핵재처리장 - 한국 최대의 핵재처리 공장, 건설비 330억원, 10톤 재처리
- 롯카쇼무라 우라늄 농축공장